# 사나다 노부시게
사나다 노부시게(일본어: 真田信繁, 1567년 - 1615년 음력 5월 7일 (6월 3일))은 일본 센고쿠 시대의 전설적인 무장이다. 사나다 유키무라(真田幸村)란 이름으로 널리 알려져 있다.
다케다 신겐(武田信玄)의 참모 사나다 유키타카(真田幸隆)의 손자이자 사나다 마사유키(真田昌幸)의 아들이다. 사나다 노부유키(眞田信之)의 동생이며, 아들로 유키마사(幸昌), 모리노부(守信) 등이 있다.
세키가하라 전투를 전후한 10여년에 걸쳐 활약하였다. 에도 시대이래, 전설과 소설 등에서 사루토비 사스케(猿飛佐助), 기리가쿠레 사이조(霧隠才蔵)를 위시한 사나다 10용사를 이끌고 대적 도쿠가와에게 대항하는 천재 군사 사나다 유키무라라는 이미지로 널리 알려져있다.

## 생애

### 다케다 가신 시대
에이로쿠(永禄) 10년(1567년), 사나다 마사유키(당시 이름은 무토 기헤에(武藤喜兵衛))의 차남으로 태어났다고 한다. 모친은 정실 야마노테도노(山手殿)이다.
덴쇼(天正) 3년(1575년), 사나다 가문(真田氏)의 주군으로 가이・시나노를 다스리는 다케다 가쓰요리(武田勝頼)가 나가시노 전투(長篠の戦い)에서 오다(織田)・도쿠가와(徳川) 연합군에게 대패하였다. 이 때, 부친 마사유키의 두 형이 전사하였기 때문에, 마사유키가 사나다 가문을 잇게 되어 노부시게는 부친을 따라 고후추(古府中, 현재의 고후시)를 떠나 고즈케의 이와비쓰 성(岩櫃城)으로 가게 된다.
덴쇼 10년(1582년) 3월 11일, 오다・도쿠가와・호조(北条) 연합군이 가이로 침공하여 다케다 가문(武田氏)이 멸망하자, 사나다 가문은 오다 노부나가(織田信長)에게 귀순하였다. 같은 해 3월 19일, 오다 가신으로 간토 간레이(関東管領)를 자칭하던 다키가와 가즈마스(滝川一益)에 의하여 다케다 가문의 영지 분할이 이루어졌을 때, 사나다 가문은 본래 영지를 안도받았다.

### 혼노지의 변 후
덴쇼 10년 6월 2일에 노부나가가 혼노지의 변(本能寺の変)으로 가신 아케치 미쓰히데에게 살해당하자, 다키가와 가즈마스는 간나가와 전투(神流川の戦い)에서 호조 가문에게 패하여 이세로 퇴각하게 되었다. 오다 가문이라는 방패를 잃게 된 사나다 가문은 영지를 지키기 위하여 주변의 호조・도쿠가와・우에스기(上杉) 사이를 전전한다. 덴쇼 13년(1585년), 마사유키와 도쿠가와 이에야스(徳川家康)간의 불화로 일어난 제 1차 우에다 전투(第一次上田合戦) 때, 노부시게는 원군을 청하기 위하여 우에스기 가문에 인질로 보내졌다. 이 때 인질이면서도 우에스기를 배신하고 도쿠가와 쪽에 붙은 야시로 가문의 땅을 영지를 받았다고 한다. 그 뒤, 마사유키가 도요토미 가문에 귀순하게 되었을 때, 인질로 오사카(大坂)로 보내졌다. 마사유키는 주군 편력을 마치고 최종적으로 도요토미 히데요시(豊臣秀吉)를 주군으로 삼았기 때문에, 노부시게는 그대로 히데요시 휘하에 머물러 후에 히데요시의 가신 오타니 요시쓰구(大谷吉継)의 딸을 정실로 맞게 된다. 분로쿠 3년(1594년) 11월 2일, 도요토미 가문 명의로 종오위하 사에몬노스케(左衛門佐)에 서임되었다.
도요토미 정권 때 노부시게의 동향은 사료가 적어서 잘 알 수 없다. 분로쿠 3년의 서임도 형 노부유키가 그 즈음에 서임된 것이 아니었을까 하고 유추하는 정도로, 정확한 것은 아니다. 후시미성(伏見城)에 체재하고 있을 때 노부시게가 쓴 서신이 남아 있으나 사무적인 내용뿐이어서, 노부시게의 활동을 추적하는 것에 별 도움이 되지는 않는다. 마루시마 카즈히로(丸島和洋)의 2015년 책 '사나다 4대와 노부시게'에 의하면, 노부시게는 히데요시의 경호기마무사(馬廻衆)였으며, 아버지 마사유키와 별개로 1만9000석의 봉록을 받고 있었다고 한다.

### 세키가하라 전투
히데요시 사후, 게이초 5년(1600년)에 도요토미 정권 고다이로(五大老)의 필두 도쿠가와 이에야스가 같은 고다이로의 일원인 우에스기 가게카쓰(上杉景勝)를 토벌하기 위하여 가게카쓰의 영지 아이즈(会津)를 향하여 출진하였다. 이 틈을 노려 고부교(五奉行) 중 하나인 이시다 미쓰나리(石田三成)가 반 도쿠가와의 기치를 올리고 거병하여 세키가하라 전투(関ヶ原の戦い)가 벌어지게 되었을 때, 노부시게는 부친과 함께 서군에 가세하였다. 그러나 형 노부유키는 도쿠가와의 중신 혼다 다다카쓰(本多忠勝)의 딸 고마쓰도노(小松殿)와 결혼하였기 때문에 동군에 가세하여, 사나다 가문은 둘로 나뉘게 되었다.
동군은 도카이도(東海道)와 나카센도(中山道) 두 방면으로 나뉘어 진군하였다. 마사유키와 노부시게는 거성 우에다 성(上田城)에서 농성하여, 나카센도로 진군해온 동군의 도쿠가와 히데타다(徳川秀忠) 군세를 맞아 싸웠다.(제 2차 우에다 전투(第二次上田合戦)) 얼마 안되는 사나다 군에게 쩔쩔매던 히데타다 군은 결국 우에다 성 공략을 단념하고 결전장인 미노의 세키가하라로 급행하였으나, 이미 전투는 끝난 뒤였다. 히데타다 군이 물러간 뒤에도 가이즈 성(海津城)의 모리 다다마사(森忠政)는 가쓰라오 성(葛尾城)에 병사를 배치하여 우에다 성의 움직임을 감시하였다. 이에 대하여 노부시게는 9월 18일과 23일, 두번에 걸쳐 야습을 감행하였다.
그러나 미쓰나리가 이끄는 서군은 9월 15일에 히데타타 군이 빠진 동군에 패하였다. 마사유키와 노부시게는 원래는 패장으로서 할복을 명받았어야 마땅했으나, 노부유키가 간신히 수습하여 기이의 구도잔(九度山)에 유배되는 것에 그쳤다.
칩거 중인 게이초 16년(1611년)에 부친 마사유키가 사망하였다. 게이초 17년(1612년)에 노부시게는 출가하여 고하쿠라는 법명을 얻는다.

### 오사카 입성
게이초 19년(1614년), 호코지 사건(方広寺事件)을 계기로 도쿠가와 가문과 도요토미 가문의 관계가 악화되어, 다이묘들의 가세를 기대하기 어려운 처지의 도요토미 측은 낭인(浪人)을 모으기 시작하였다. 구도잔에 있는 노부시게에게도 사자를 파견하여 황금 200매, 은 30관을 주었다. 노부시게는 고향에 있는 부친 마사유키의 옛 가신들에게 참전을 호소하고, 구도잔에서 탈출하여 아들 다이스케(大助, 사나다 유키마사)와 함께 오사카성(大坂城)에 입성하였다. 오사카에서 노부시게가 이끄는 군세는 군장을 빨간 색으로 통일했다고 한다(사나다의 아카조나에(赤備え)).

### 오사카 전투
그 해 겨울에 오사카 성 겨울의 진이 개전되었고 유키무라는 오사카 성의 약점이었던 산노마루 남쪽, 다마즈쿠리구치 밖에 별성(사나다마루라 불리게 된다)을 건축하고 철포부대를 이용하여 도쿠가와 군과 싸운다. 이 전투에서 에치젠 마츠다이라 부대, 가가 마에다 부대 등을 격파하여 명성을 떨치게 된다. 그러나 겨울과 여름사이에 양측은 휴전을 하게 되고 강화조건으로 오사카 성의 해자를 메우게 되는데, 이때 사나다마루도 같이 메우게 된다. 도쿠가와 군은 해자가 없어지자 강화를 깨고 오사카 성을 다시 공격하였는데, 이 전투가 오사카 성 여름의 진이다. 방어할 거점도 사라진 상태에서 직속부대를 이끌로 정면으로 도쿠가와 군과 전투를 벌이게 되고 이 과정에서 센다이의 다이묘인 다테 마사무네의 군대를 긴창부대를 매복시켜 싸우는 전법으로 격파하였다. 그러나 결국은 숫적인 열세를 이기지 못하고 후퇴하게 되고 도쿠가와의 본진으로 필사적인 돌격을 감행한다. 이 돌격은 약 3차례에 걸려 이루어졌고 도쿠가와의 본진이 돌파당해 총대장의 위치를 알리는 마인이 짓밟히고 이에야스가 자결 직전까지 몰리게 된다. 그러나 최후에는 돌파에 실패하고 시텐노지 가까운 곳에 있는 야스이 신사의 경내에서 전사하게 된다. 향년 49세(1615년). 목을 벤 자는 에치젠 마츠다이라 부대 조종대의 니시오 니자에몬이라고 전해진다. 최후에 "내 목을 베어 전공으로 삼으라"라고 말했다고 하며, 도쿠가와군의 무장들이 그의 목을 구경하면서 머리카락을 잘라 부적으로 삼을 정도였다고 한다. 최근에 발견된 사료에 따르면, 이쿠쿠니신사와 쇼만인 암자 사이의 고지대에서 쉬고 있던 노부시게를 니시오가 상대를 모른채로 말을 걸고 서로 말에서 내려 창으로 싸운 끝에 목을 베었으며 후에 사나다가를 섬기던 사람이 노부시게의 목을 알아보았다고 기술되어 있다.

## 인물·일화
- 하타지루시(旗印, 일본의 무장들이 신분을 과시하기 위하여 사용하던 깃발)인 육문전(일본어: 六文銭)은 죽은 사람을 매장할 때 관에 넣은 여섯 문의 동전을 가리키는 것으로, 삼도천을 건너는 노잣돈이라고 한다. 이렇게 육문전을 하타지루시로 삼은 것은 불석신명(不惜身命, 불법을 위해 신명을 바쳐 목숨을 아끼지 않는 것)을 뜻한다고 한다.
- 형 노부유키의 말에 따르면 노부시게는 온화하고 인내심이 강하며, 매사에 조용하고 화내는 법이 없는 인품으로, 용맹한 무장이라면 연상하게 되는 이미지와는 꽤나 떨어져 있었던 듯 하다. 또한, 노부유키는 《유키무라군 전기(幸村君伝記)》에서 “유키무라는 나라를 다스릴 진실된 사무라이로, 그에 비하면 우리는 겉모습을 필사적으로 과장하고 허세를 부리는 시종에 불과할 정도로 큰 차이가 있다”라고 하였다. 이 때문인지 오사카 전투에서는 “로닌 주제에”라고 매도당했을 정도.
- 일반적으로는 에도 시대가 된 이후로 강담 등에서 그 활약상이 알려지게 되었으나, 도쿠가와 가문을 적대한 사람을 칭찬하는데도 막부 측에서는 굳이 그러한 강담을 금하려 하지 않았다. 여기에 관해서는 “그 충성과 용맹에 적도 존경을 표했다”“마지막까지도 주군에게 충의를 다했다는 강담의 줄거리가 막부의 마음에 들어 용인하였다”고 여겨지고 있다. 이외에, “2대 쇼군 도쿠가와 히데타다가 우에다 전투 때문에 도쿠가와의 핵심 부대를 이끌고도 세키가하라 전투에 늦게 도착하여 전투에 참가하지 못한 것을 희석시키기 위해서는 마사유키·노부시게 부자가 아주 뛰어난 장수였기 때문이라고 해두는 편이 좋았다”거나 “노부시게의 능력을 강조하여 오사카 전투에서 대군을 이끌고도 시원스런 전투 능력을 보이지 못한 도쿠가와 군세를 간접적으로 옹호하기 위하여”라는 등 정곡을 찌르는 견해도 존재한다.
- 이에야스는 오사카 측의 장수 등 가장 크게 활약한 노부시게에게 위협을 느껴, 오사카 겨울 전투 후에는 노부시게의 형 노부유키에게 시나노국 40만 석을 조건으로 노부시게의 귀순을 권유하게 하였으나, 그 파격적인 조건에도 전혀 흥미를 보이지 않고 최후까지 도요토미 가문에 충성을 관철하였다.[5]
- 노부시게 충신설에는 이견을 보이는 사람도 있다.
  - 노부시게와 도쿠가와 가문은 “불구대천의 원수”사이였다고 여겨지는 게 일반적이나, 이것은 후세의 속서와 소설 등에 의한 영향이다.
  - 세키가하라 전투에서 서군으로 참전하고 패전 후 가이에키당하였으나, 다시 다이묘로서 부활에 성공한 다치바나 무네시게(立花宗茂)와 니와 나가시게(丹羽長重)마저도 본래 영지로 복귀하기 전에 받은 영지는 무네시게가 무쓰 다나구라(棚倉) 1만 석, 나가시게가 히타치 후루와타리(古渡) 1만 석이었다. 상식적으로 볼 때, 무네시게와 나가시게보다 지명도와 실적에서 떨어지는 노부시게에게 시나노 국 전체 40만 석을 선뜻 내어 줄 가능성은 희박하다. 이에 노부시게 본인도 진지한 제안이라고 생각하지 않았다고 추측된다.
  - 이에야스가 제시한 파격적인 조건을 거절하였으나 그것이 도요토미 가문에 대한 충성 때문이었는지는 실증할 수 없고, 역으로 노부시게의 형과 숙부가 도쿠가와 가문에 속하였기 때문에, 근저에는 “노부시게는 도쿠가와 쪽의 스파이일 것이다”라는 도요토미 가신들의 비방과 중상도 있었다고 전해진다.
  - 이미 서술하였듯이 유키무라는 후대에 창작된 이름이기 때문에 노부유키가 노부시게가 아니라 유키무라라고 이야기할 리가 없으므로, 후세에 각색된 부분이 있는 것으로 생각된다. 후세의 사나다 관계 자료는 노부시게를 ‘유키무라’로서 신격화하는 경향이 있어, 사나다 노부시게 관련 자료의 신빙성에는 의문이 있다.
- 노부시게 쪽이 장남으로 노부유키가 차남이었으나, 노부시게의 모친이 신분이 낮은 여성이었기 때문에, 장남과 차남을 바꿔치기 했다는 이설이 존재한다. 실제로 노부유키(겐자부로(源三郎))와 노부시게의(겐지로(源二郎)) 아명의 순서가 거꾸로 되어있는 것이 그 방증 중 하나로 들고 있다. 그러나, 부친 마사유키(겐고로(源五)) 역시 동생 노부타다(겐지로(源次郎))와 아명의 순번이 엇갈리고 있는 것으로 미루어 보면 그 아명의 순번은 타당한 근거가 되지 못하기 때문에 이 이설은 억측의 영역을 벗어나지 못하고 있는 것으로 보인다.
- 도쿠가와 이에야스가 저승에 가면 함께 술잔을 기울이고 싶은 인물이라고 말했다는 일화가 있다.
- 노부시게의 애창은 십문자창(十文字槍)이라는 것으로, 양쪽으로 날이 선 낫 모양의 창(両鎌槍)을 강화하여 만든 날이 얇은 창이었다. 창 자루는 붉은 색으로 칠하여, 사나다의 아카조나에(赤備え, 붉은 군장)에 부끄럽지 않은 명창이었다. 가타나는 마사무네(正宗), 와키자시는 사다무네(貞宗),

## 전설

### 유키무라 생존설
겐나 원년(1615년) 5월 7일, 향년 49세로 사망하였다는 것이 정설이나, 유키무라에게는 그림자 무사(影武者)가 몇 사람이나 있었다는 전승이 있다. 이 때문에 오사카 성이 함락될 때, 유키무라는 도요토미 히데요리를 호위하며 성에서 탈출하여, 천수를 누렸다는 속설이 있어, “꽃다운 히데요리 님을 귀신 같은 사나다가 데리고, 도망가고 도망갔다네 가고시마로”라는 노래가 유행하기도 했다고 한다.

### 사나다 삼대기
《사나다 삼대기(真田三代記)》는 에도 시대 겐로쿠 연간의 역사소설로, 사나다 마사유키·유키무라·다이스케의 3대가 도쿠가와를 상대로 분투하는 이야기이다. 후에 생겨난 사다나 10용사 중 사루토비 사스케와 모치즈키 로쿠로를 제외한 8용사가 등장하는데, 이것이 사나다 10용사의 원형으로 보이며, 유키무라를 소재로 한 강담의 유행과 함께 사나다의 인기몰이에 일조하였다.
역사 소설가 도바시 지주(土橋治重)가 현대 일본어로 번역한 것이 PHP문고(PHP文庫)로 간행되고 있다.

### 사나다 10용사
사나다 유키무라의 닌자로서 널리 알려진 사나다 10용사(일본어)는 《사나다 삼대기(真田三代)》와 《나니와 전기(難波戦記)》를 출처로 하여 다이쇼 시대에 다쓰가와 문고(立川文庫)로 출판된 〈사루토비 사스케(猿飛佐助)〉가 대호평을 받으면서, 그 총편집본의 제목으로 쓰인 것이 시초로 여겨진다.
사나다 10용사로 주로 거명되는 이름은, 사루토비 사스케(猿飛佐助), 기리가쿠레 사이조(霧隠才蔵), 네즈 진파치(根津甚八), 유리 가마노스케(由利鎌之助), 가케이 주조(筧十蔵), 미요시 세이카이 뉴도(三好清海入道), 미요시 이산 뉴도(三好伊三入道), 모치즈키 로쿠로(望月六郎), 운노 로쿠로(海野六郎), 아나야마 고스케(穴山小助). 단, 유키무라의 장남인 사나다 다이스케(真田大助, 사나다 유키마사)가 들어가는 경우도 있다.
소위 현재의 유키무라 전설과 사나다 10용사의 면면은 메이지 말에서 다이쇼 초기에 걸쳐 인기를 모았던 다쓰가와 문고의 책에서 확립되기 시작하였다. 사루토비 사스케와 기리카쿠레 사이조는 가공이라고 여겨지나, 운노 로쿠로, 네즈 진파치, 모치즈키 로쿠로의 성은 사나다 가문의 본가인 운노 가문(海野氏)의 세 분가에서 나온 것이고, 미요시 형제는 각각 미요시 마사야스(三好政康)·미요시 마사카쓰(三好政勝)가 그 모델로 여겨지고 있다.

## 같이 보기
- 사나다마루
- 사나다마루 (드라마)
- 전국무쌍 시리즈
- 노부나가의 야망 시리즈